# Belgijska Davis Cup reprezentacija
Belgijska Davis Cup reprezentacija je nacionalni teniski sastav Belgije koji predstavlja zemlju na međunarodnom reprezentativnom teniskom natjecanju Davis Cupu.
Belgija je dosad svoj najveći reprezentativni uspjeh ostvarila 1904. godine kada je debitirala na Davis Cupu. Tada je stigla do finala u kojem je poražena od Velike Britanije ukupnim rezultatom 5:0. Posljednji veći rezultat je nastup u polufinalu 1999. godine gdje su poraženi od Francuske (4:1).

## Trenutni roster
- David Goffin
- Steve Darcis
- Ruben Bemelmans
- Olivier Rochus

## Vanjske poveznice
- Davis Cup.com - Belgium